# 徐欣然
徐欣然（1999年9月28日—），中国女演员，籍贯天津，江苏卫视《一站到底》参赛者。

## 电视节目
- 2014年：《一站到底》（江苏卫视）
- 2014年：《谁能逗乐喜剧明星》（江西卫视）表演《不笑之症》[1]
- 2014年：《一站到底》“儿童节专场”（江苏卫视）[2]

## 电视剧
- 2017年：《我们的少年时代》饰 茵茵

## 音乐作品
- 《彩色Style》（徐欣然亲自创作词曲演唱）